# Krik 2
Krik 2 (izvirni angleški naslov Scream 2) je ameriška grozljivka iz leta 1997, delo filmskega režiserja Wesa Cravna in scenarista Kevina Williamsona. V filmu igrajo David Arquette, Neve Campbell, Courteney Cox, Sarah Michelle Gellar, Jamie Kennedy, Laurie Metcalf, Jerry O'Connell, Jada Pinkett in Liev Schreiber. Dimension Films ga je izdal 12. decembra 1997, kot drugi del filmske serije Kirk (Scream). Krik 2 se dogaja dve leti po dogodkih v Kriku (Scream) in spremlja Sidney Prescott (Campbell), ki postane študentka na izmišljenem kolidžu Windsor in  prav tako tarča posnemovalca morilca iz prvega filma. Sidney delajo družbo filmski oboževalec Randy Meeks (Kennedy), upokojen šerifov namestnik Dewey Riley (Arquette) in novinarka Gale Weathers (Cox). Kot njegov predhodnjik, Krik 2 vsebuje elemente grozljivk in elemente komedije, kjer se norčuje iz klišejev filmskih nadaljevanj. Filmu sta sledili še dve nadaljevanji Krik 3 (Scream 3) iz leta 2000 in Krik 4 (Scream 4) iz leta 2011.
Zaradi velikega finančnega uspeha in pozitivnih kritik, se je Dimension Films odločil za nadaljevanje ko je bil Krik še v kinih. Tako so zbrali ponovno vso igralsko zasedbo, režiserja Cravena in Beltramija, ki je ustvaril glasbo za film.
Filmski scenarij se je zelo pogosto spreminjal in je bil velikokrat dokončan na dan snemanja. Toda kljub temu je Krik 2 zaslužil 172 milijona $, prejel nekaj nominacij in tudi nagrad. Film je prejel pretežno pozitivne odzive.
Beltrami je prejel veliko pozitivnih kritikov za njegovo glasbo za film, čeprav so bili nekaterim kritikom bolj všeč delčki glasbe, ki sta jo ustvarila Danny Elfman in Hans Zimmer, ki sta tako dopolnila Beltramijevo delo. Javnost sicer glasbe ni tako dobro sprejela, vendar je dosegla kar 50. mesto na lestvici Billboard 200.

## Vsebina
Med ogledom filma Rezilo, ki govori o umorih v Woodsboro iz prvega filma, sta študenta kolidža v Windosru, Maureen Evans and Phil Stevens, umorjena s strani Ghostfaca. Phila zabode v uho na stranišču, ko zališi čudne zvoke in nastavi uho na sosednjo kabino. Morilec se nato vrne v filmsko dvorano, oblečen v Ghostface kostum in sede zraven Maureen, ter jo usodno zabode. Ker gre za filmsko premiero vsi mislijo da gre za igranje, dokler Maureen ne pade mrtva pred filmskim platnom.
Naslednji dan se novinarka Debbie Salt, odpravi na kolidž Windsor, kjer glavna junakinja filma Sidney Prescott študira skupaj s svojo najboljšo prijateljico Hallie, svojim novim fantom Derekom, še enim preživelim iz prejšnjega filma Randyem in Derekovim najboljšim prijateljem Mickeyem. Sidney prejme nekaj šaljivih klicev, ki jih ne vzame resno, dokler je nekdo ne prisili gledati poročil.
Še dva preživela iz prejšnjega filma prideta na prizorišče: načelnik Dewey Riley, da bi pomagal Sidney in novinarka Gale Weathers, da bi raziskala dogodke. Gale poskuša Sidney pripraviti do srečanja z Cottonom Wearyem, ki je pridobil svojo slavo, ko je bil po krivem obtožen umora Sidneyine mame. Gale na silo pripelje Sidney do Cottona, zato jo Sidney v jezi udari.
Kasneje se Sidney zvečer s Hallie odpravi na zabavo. V študentski hiši Ghostface ubije študentko Cici. Ko se zabava konča, tja pride Ghostface in skuša ubiti Sidney, vendar se vmeša Derek. Derek je poškodovan in Dewey ter policisti poženejo morilca v beg. Naslednje jutro začne Gale razpravljati s policijo o primeru. Ko izve, da je bilo Cicino pravo ime Casey, se zave da morilec v bistvu kopira morilca iz prvega filma, ter da pobija študente z istimi imeni kot je bilo takrat.
Tisto popoldne se Gale z Deweyem in Randyem pogovarja na šolskem dvorišču, ko prejme Ghostfaceov klic, ki namiguje da jih opazuje. Začnejo ga iskati, vendar Randya, ki bi moral morilca čim dlje zadrževati na telefonu, Ghostface zvleče v kombi in ga zabode do smrti. Ko pade noč, si Dewey in Gale ogledata posnetek Randyeve smrti v upanju, da bosta našla kakšen namig, vendar morilec napade in navidezno ubije Deweya. Gale se skrije in zbeži.
Zaradi izbranih umorov, policista odpeljeta Sidney in Hallie na policijsko postajo, ko jih med potjo napade morilec in ubije oba policista. Med pretepanjem, morilec obleži nezavesten. Ko prideta obe iz avta želi Sidney razkriti morilca, vendar Hallie vztraja pri pobegu. Ko se Sidney vrne, opazi da je Ghostface ušel. Sidney je nato priča kako Ghostface do smrti zabode Hallie, a ko poskuša napasti njo, ona pobegne. 
Sidney se nato vrne v študentske domove, ko najde Dereka zvezanega. Ghostface se razkrije kot Mickey in ubije Dereka. Mickey pojasni, da to počne ker bo tako postal slaven. Nato razkrije še svojo pomočnico  Debbie Salt, ki se vrne z Gale, kateri meri s pištolo v glavo. Sidney prepozna Debbie Salt, kot Billyev Lommisevo mamo, ki išče maščevanje zaradi smrti svojega sina. Gospa Lommis nato izda Mickeya in ga ustreli, saj bo vse umore napravila njemu. Preden se to zgodi, Mickey ponesreči ustreli Gale, ki nato pade iz odra. 
Sidney in gospa Lommis se borita, dokler ne pride Cotton in ustreli Lommisevo v vrat. Ko opazita, da slednja še diha, opazita, da je Gale še vedno živa. Mickey nenadoma skoči ven, vendar ga Sidney in Gale ustrelita, da umre. Sidney se nato obrne k Lommisevi in jo ustreli v glavo ter dokončno ubije. Ko naslednje jutro prispe policija, najde Gale Deweya težko poškodovanega, vendar še vedno živega in mu sledi v bolnišnico. Sidney privoli v uradno javno srečanje s Cottonom, kjer mu izrazi hvaležnost, da ji je rešil življenje in zapusti študentske domove.

## Igralci
- Neve Campbell kot Sidney Prescott
- David Arquette kot Dwight "Dewey" Riley
- Courteney Cox kot Gale Weathers
- Sarah Michelle Gellar kot Cici Cooper
- Jamie Kennedy kot Randy Meeks
- Liev Schreiber kot Cotton Weary
- Laurie Metcalf kot Debbie Salt
- Jerry O'Connell kot Derek Feldman
- Elise Neal kot Hallie McDaniel
- Timothy Olyphant kot Mickey Altieri
- Duane Martin kot Joel Jones
- Jada Pinkett Smith kot Maureen Evans
- Omar Epps kot Phil Stevens
- David Warner kot Mr. Gold
- Rebecca Gayheart kot Lois
- Portia de Rossi kot Murphy
- Philip Pavel kot policist Richards
- Christopher Doyle kot policist Andrews

Luke Wilson in Heather Graham sta se v filmu prikazala kot igralca filma v filmu Rezilo. Prav tako sta se v filmu prikazala tudi Tori Spelling in Joshua Jackson, kot Randyeva sošolca.